# Dracula leonum
Dracula leonum är en orkidéart som beskrevs av Carlyle August Luer. Dracula leonum ingår i släktet Dracula och familjen orkidéer.
Artens utbredningsområde är Peru. Inga underarter finns listade i Catalogue of Life.